# Natasha Bedingfield/Diskografie
Diese Diskografie ist eine Übersicht über die musikalischen Werke der britischen Popsängerin Natasha Bedingfield. Den Schallplattenauszeichnungen zufolge hat sie bisher mehr als 17,9 Millionen Tonträger verkauft, davon alleine in ihrer Heimat über 3,6 Millionen. Ihre erfolgreichste Veröffentlichung ist die Single Unwritten mit über 5,4 Millionen verkauften Einheiten.

## Alben

### Studioalben
| Jahr | Titel Musiklabel                                                    | Höchstplatzierung, Gesamtwochen, AuszeichnungChartplatzierungen (Jahr, Titel, Musiklabel, Platzierungen, Wochen, Auszeichnungen, Anmerkungen) | Höchstplatzierung, Gesamtwochen, AuszeichnungChartplatzierungen (Jahr, Titel, Musiklabel, Platzierungen, Wochen, Auszeichnungen, Anmerkungen) | Höchstplatzierung, Gesamtwochen, AuszeichnungChartplatzierungen (Jahr, Titel, Musiklabel, Platzierungen, Wochen, Auszeichnungen, Anmerkungen) | Höchstplatzierung, Gesamtwochen, AuszeichnungChartplatzierungen (Jahr, Titel, Musiklabel, Platzierungen, Wochen, Auszeichnungen, Anmerkungen) | Höchstplatzierung, Gesamtwochen, AuszeichnungChartplatzierungen (Jahr, Titel, Musiklabel, Platzierungen, Wochen, Auszeichnungen, Anmerkungen) | Anmerkungen                                                 |
| Jahr | Titel Musiklabel                                                    | DE | AT | CH | UK | US | Anmerkungen                                                 |
| ---- | ------------------------------------------------------------------- | --- | --- | --- | --- | --- | ----------------------------------------------------------- |
| 2004 | Unwritten RCA Records (Sony BMG)                                    | DE20 Gold · (32 Wo.)DE | AT31 (10 Wo.)AT | CH23 (23 Wo.)CH | UK1 ×3Dreifachplatin · (39 Wo.)UK | US26 Gold · (47 Wo.)US | Erstveröffentlichung: 30. August 2004 Verkäufe: + 1.615.000 |
| 2007 | N.B. auch bekannt als: Pocketful of Sunshine RCA Records (Sony BMG) | DE80 (1 Wo.)DE | — | CH37 (20 Wo.)CH | UK9 Gold · (14 Wo.)UK | US3 Gold · (61 Wo.)US | Erstveröffentlichung: 27. April 2007 Verkäufe: + 647.500    |
| 2010 | Strip Me auch bekannt als: Strip Me Away Epic Records (Sony)        | DE45 (3 Wo.)DE | — | CH42 (2 Wo.)CH | — | US103 (3 Wo.)US | Erstveröffentlichung: 7. Dezember 2010                      |
| 2019 | Roll with Me We Are Heart (UMG)                                     | — | — | — | — | — | Erstveröffentlichung: 30. August 2019                       |

### EPs
| Jahr | Titel Musiklabel                                                                    | Anmerkungen                         |
| ---- | ----------------------------------------------------------------------------------- | ----------------------------------- |
| 2007 | Live in New York City auch bekannt als: Live at the Nokia Theater Sony Music (Sony) | Erstveröffentlichung: 27. März 2007 |

## Singles

### Als Leadmusikerin
| Jahr | Titel Album                                                 | Höchstplatzierung, Gesamtwochen, AuszeichnungChartplatzierungen (Jahr, Titel, Album, Platzierungen, Wochen, Auszeichnungen, Anmerkungen) | Höchstplatzierung, Gesamtwochen, AuszeichnungChartplatzierungen (Jahr, Titel, Album, Platzierungen, Wochen, Auszeichnungen, Anmerkungen) | Höchstplatzierung, Gesamtwochen, AuszeichnungChartplatzierungen (Jahr, Titel, Album, Platzierungen, Wochen, Auszeichnungen, Anmerkungen) | Höchstplatzierung, Gesamtwochen, AuszeichnungChartplatzierungen (Jahr, Titel, Album, Platzierungen, Wochen, Auszeichnungen, Anmerkungen) | Höchstplatzierung, Gesamtwochen, AuszeichnungChartplatzierungen (Jahr, Titel, Album, Platzierungen, Wochen, Auszeichnungen, Anmerkungen) | Anmerkungen                                                                         |
| Jahr | Titel Album                                                 | DE | AT | CH | UK | US | Anmerkungen                                                                         |
| ---- | ----------------------------------------------------------- | --- | --- | --- | --- | --- | ----------------------------------------------------------------------------------- |
| 2004 | Single Unwritten                                            | — | — | — | UK3 (11 Wo.)UK | US57 (6 Wo.)US | Erstveröffentlichung: 3. Mai 2004                                                   |
| 2004 | These Words Unwritten                                       | DE2 (19 Wo.)DE | AT2 (19 Wo.)AT | CH8 (25 Wo.)CH | UK1 Platin · (13 Wo.)UK | US17 Gold · (20 Wo.)US | Erstveröffentlichung: 16. August 2004 Verkäufe: + 1.200.000                         |
| 2004 | Unwritten                                                   | DE5 a Gold · (… Wo.)DE | AT1 a (59 Wo.)AT | CH4 a (73 Wo.)CH | UK6 ×3Dreifachplatin · (74 Wo.)UK | US5 ×2Doppelplatin + Gold (Mastertone) · (42 Wo.)US                                                                                      | Erstveröffentlichung: 29. November 2004 Verkäufe: + 5.488.000                       |
| 2005 | I Bruise Easily Unwritten                                   | DE46 (9 Wo.)DE | AT46 (13 Wo.)AT | CH53 (7 Wo.)CH | UK12 (8 Wo.)UK | — | Erstveröffentlichung: 4. April 2005                                                 |
| 2007 | I Wanna Have Your Babies N.B.                               | DE39 (7 Wo.)DE | AT50 (5 Wo.)AT | CH100 (1 Wo.)CH | UK7 (10 Wo.)UK | — | Erstveröffentlichung: 13. April 2007                                                |
| 2007 | Soulmate N.B.                                               | DE12 Gold · (32 Wo.)DE | AT7 (33 Wo.)AT | CH7 (38 Wo.)CH | UK7 (14 Wo.)UK | US96 (2 Wo.)US | Erstveröffentlichung: 28. Juni 2007 Verkäufe: + 150.000                             |
| 2007 | Love Like This Pocketful of Sunshine                        | DE33 (5 Wo.)DE | — | — | UK20 (8 Wo.)UK | US11 Platin · (20 Wo.)US | Erstveröffentlichung: 25. September 2007 Verkäufe: + 1.030.000; feat. Sean Kingston |
| 2007 | Say It Again Pocketful of Sunshine                          | — | — | — | — | — | Erstveröffentlichung: 8. Oktober 2007                                               |
| 2008 | Pocketful of Sunshine Pocketful of Sunshine • Strip Me Away | DE24 Gold · (18 Wo.)DE | AT28 (18 Wo.)AT | CH43 (13 Wo.)CH | UK— GoldUK | US5 ×2Doppelplatin + Gold (Mastertone) · (35 Wo.)US                                                                                      | Erstveröffentlichung: 29. Juli 2008 Verkäufe: + 3.135.000                           |
| 2008 | Angel Pocketful of Sunshine                                 | — | — | — | — | US63 (8 Wo.)US | Erstveröffentlichung: 11. August 2008                                               |
| 2010 | Touch Strip Me                                              | — | — | — | — | — | Erstveröffentlichung: 18. Mai 2010                                                  |
| 2010 | Strip Me                                                    | — | — | — | — | US91 (4 Wo.)US | Erstveröffentlichung: 31. August 2010                                               |
| 2011 | Shake Up Christmas 2011 –                                   | DE92 (1 Wo.)DE | AT45 (2 Wo.)AT | — | — | — | Erstveröffentlichung: 8. November 2011                                              |
| 2012 | Wild Horses Unwritten                                       | — | — | — | — | — | Erstveröffentlichung: 24. April 2012                                                |
| 2015 | Hope –                                                      | — | — | — | — | — | Erstveröffentlichung: 13. Januar 2015                                               |
| 2016 | Discuss Vaginal Architecture –                              | — | — | — | — | — | Erstveröffentlichung: 28. Januar 2016 mit Chino Amobi & Total Freefall              |
| 2017 | Let Go –                                                    | — | — | — | — | — | Erstveröffentlichung: 17. März 2017                                                 |
| 2017 | More of Me Rapunzel – Die Serie (O.S.T.)                    | — | — | — | — | — | Erstveröffentlichung: 24. März 2017                                                 |
| 2019 | Roller Skate Roll with Me                                   | — | — | — | — | — | Erstveröffentlichung: 19. Juli 2019                                                 |
| 2019 | Kick It Roll with Me                                        | — | — | — | — | — | Erstveröffentlichung: 2. August 2019                                                |
| 2019 | Everybody Come Together Roll with Me                        | — | — | — | — | — | Erstveröffentlichung: 16. August 2019 feat. Angel Haze                              |
| 2020 | Together in This –                                          | — | — | — | — | — | Erstveröffentlichung: 26. Juni 2020                                                 |
| 2021 | Lighthearted –                                              | — | — | — | — | — | Erstveröffentlichung: 25. Juni 2021                                                 |
| 2021 | Adorable –                                                  | — | — | — | — | — | Erstveröffentlichung: 30. Juli 2021                                                 |
| 2024 | These Words –                                               | DE— bDE | — | — | UK22 Gold · (22 Wo.)UK | — | Erstveröffentlichung: 5. April 2024 Verkäufe: + 455.000; mit Badger                 |

### Als Gastmusikerin
| Jahr | Titel Album                                  | Höchstplatzierung, Gesamtwochen, AuszeichnungChartplatzierungen (Jahr, Titel, Album, Platzierungen, Wochen, Auszeichnungen, Anmerkungen) | Höchstplatzierung, Gesamtwochen, AuszeichnungChartplatzierungen (Jahr, Titel, Album, Platzierungen, Wochen, Auszeichnungen, Anmerkungen) | Höchstplatzierung, Gesamtwochen, AuszeichnungChartplatzierungen (Jahr, Titel, Album, Platzierungen, Wochen, Auszeichnungen, Anmerkungen) | Höchstplatzierung, Gesamtwochen, AuszeichnungChartplatzierungen (Jahr, Titel, Album, Platzierungen, Wochen, Auszeichnungen, Anmerkungen) | Höchstplatzierung, Gesamtwochen, AuszeichnungChartplatzierungen (Jahr, Titel, Album, Platzierungen, Wochen, Auszeichnungen, Anmerkungen) | Anmerkungen                                                                                        |
| Jahr | Titel Album                                  | DE | AT | CH | UK | US | Anmerkungen                                                                                        |
| ---- | -------------------------------------------- | --- | --- | --- | --- | --- | -------------------------------------------------------------------------------------------------- |
| 2004 | Do They Know It’s Christmas? –               | DE7 (6 Wo.)DE | AT15 (18 Wo.)AT | CH7 (8 Wo.)CH | UK1 ×2Doppelplatin · (12 Wo.)UK | — | Erstveröffentlichung: 29. November 2004 Verkäufe: + 1.200.000; als Teil von Band Aid 20            |
| 2008 | Just Stand Up! –                             | — | AT73 (1 Wo.)AT | — | UK26 (3 Wo.)UK | US11 ×2Doppelplatin · (4 Wo.)US | Erstveröffentlichung: 21. August 2008 Verkäufe: + 2.000.000; als Teil von Stand Up to Cancer       |
| 2008 | Bruised Water The Best of Chicane: 1996–2008 | — | — | — | UK42 (4 Wo.)UK | — | Erstveröffentlichung: 25. August 2008 Chicane feat. Natasha Bedingfield                            |
| 2011 | Jet Lag Get Your Heart On!                   | DE59 (14 Wo.)DE | — | CH54 (10 Wo.)CH | — | — | Erstveröffentlichung: 26. April 2011 Verkäufe: + 35.000; Simple Plan feat. Natasha Bedingfield     |
| 2011 | Easy Nothing Like This                       | — | — | — | — | US43 Platin · (23 Wo.)US | Erstveröffentlichung: 27. Juni 2011 Verkäufe: + 1.000.000; Rascal Flatts feat. Natasha Bedingfield |
| 2011 | As Long as We Got Love Come Through for You  | — | — | — | — | — | Erstveröffentlichung: 8. November 2011 Javier Colon feat. Natasha Bedingfield                      |
| 2012 | Between the Raindrops Almeria                | — | — | — | — | US79 (2 Wo.)US | Erstveröffentlichung: 11. September 2012 Lifehouse feat. Natasha Bedingfield                       |
| 2015 | Power Games IIII                             | — | — | — | — | — | Erstveröffentlichung: 14. August 2015 Stanfour feat. Natasha Bedingfield                           |
| 2015 | Love Song to the Earth –                     | — | — | — | — | — | Erstveröffentlichung: 11. September 2015 Verkäufe: + 11.000; als Teil von Friends of the Earth     |
| 2015 | Perfect Sense –                              | — | — | — | — | — | Erstveröffentlichung: 12. Dezember 2015 TROY NōKA feat. Natasha Bedingfield                        |
| 2016 | Unicorn Street Parade 2016 – Warm Up         | — | — | — | — | — | Erstveröffentlichung: 4. März 2016 Basto feat. Natasha Bedingfield                                 |
| 2017 | Love Looks Like –                            | — | — | — | — | — | Erstveröffentlichung: 30. März 2017 Art House feat. Natasha Bedingfield                            |

## Videoalben und Musikvideos

### Videoalben
| Jahr | Titel Musiklabel                                                                      | Anmerkungen                             |
| ---- | ------------------------------------------------------------------------------------- | --------------------------------------- |
| 2006 | Live in New York City auch bekannt als: Live at the Nokia Theater Epic Records (Sony) | Erstveröffentlichung: 21. November 2006 |

### Musikvideos
| Jahr | Titel                            | Regie |
| ---- | -------------------------------- | --- |
| 2004 | Single                           | Jake Nava |
| 2004 | These Words                      | Scott Lyon, Sophie Muller (EU-Version, 2004) Chris Milk (US-Version, 2005) Jim Gable (Alternate-Version, 2005) |
| 2004 | Unwritten                        | Michael Gracey (EU-Version, 2004) Chris Applebaum (US-Version, 2005)                                           |
| 2004 | Do They Know It’s Christmas?     | Geoff Wonfor                                                                                                   |
| 2005 | I Bruise Easily                  | Matthew Rolston                                                                                                |
| 2007 | I Wanna Have Your Babies         | Dave Meyers |
| 2007 | Soulmate                         | Mark Pellington                                                                                                |
| 2007 | Say It Again                     | |
| 2007 | Love Like This                   | Gil Green |
| 2008 | Pocketful of Sunshine            | Alan Ferguson                                                                                                  |
| 2008 | Angel                            | Phil Griffin                                                                                                   |
| 2008 | Bruised Water                    | |
| 2010 | Touch                            | Rich Lee |
| 2010 | Strip Me                         | Kathie Rankin                                                                                                  |
| 2010 | Strip Me (Morning Glory Version) | |
| 2011 | Jet Lag                          | Frank Borin, Simple Plan                                                                                       |
| 2011 | Easy                             | Peter Zavadil                                                                                                  |
| 2011 | As Long as We Got Love           | Ryan Pallotta                                                                                                  |
| 2012 | Between the Raindrops            | Hyperballad |
| 2015 | Hope                             | |
| 2015 | Power Games                      | |
| 2015 | Love Song to the Earth           | Trey Fanjoy |
| 2016 | Unicorn                          | Andrew Sandler                                                                                                 |
| 2017 | Let Go                           | |
| 2017 | Hey Boy                          | |
| 2019 | The Sign                         | |
| 2019 | Kick It                          | |
| 2020 | Together in This                 | |
| 2021 | Lighthearted                     | |

## Autorenbeteiligungen (Auswahl)
| Jahr | Titel Interpretation                        | Anmerkungen                                                |
| ---- | ------------------------------------------- | ---------------------------------------------------------- |
| 2015 | Love Song to the Earth Friends of the Earth | Erstveröffentlichung: 4. September 2015 Verkäufe: + 11.000 |

## Sonderveröffentlichungen

### Lieder
| Jahr | Titel Album                                       | Anmerkungen |
| ---- | ------------------------------------------------- | --- |
| 2002 | All I Do (Live) Blessed                           | Erstveröffentlichung: 30. Juni 2002 Hillsong Church feat. Natasha Bedingfield & Gio Galanti                                                                |
| 2004 | Centre of My Life (Live) Shout God’s Fame         | Erstveröffentlichung: 1. März 2004 Hillsong London feat. Natasha Bedingfield & Jonas Myrin                                                                 |
| 2004 | I Will Go (Live) Shout God’s Fame                 | Erstveröffentlichung: 1. März 2004 Hillsong London feat. Natasha Bedingfield & Jonas Myrin                                                                 |
| 2004 | Here I Am (Father’s Love) (Live) Shout God’s Fame | Erstveröffentlichung: 1. März 2004 Hillsong London feat. Natasha Bedingfield & Jonas Myrin                                                                 |
| 2004 | Shout Your Fame (Live) Shout God’s Fame           | Erstveröffentlichung: 1. März 2004 Hillsong London feat. Natasha Bedingfield, Gio Galanti, Jonas Myrin & Paul Nevison                                      |
| 2004 | You Are My Rock (Live) Shout God’s Fame           | Erstveröffentlichung: 1. März 2004 Hillsong London feat. Natasha Bedingfield & Gio Galanti                                                                 |
| 2004 | Alive (Live) Jesus Is My Superhero                | Erstveröffentlichung: 1. November 2004 Hillsong Kids feat. Natasha Bedingfield                                                                             |
| 2004 | You’re the One (Live) Jesus Is My Superhero       | Erstveröffentlichung: 1. November 2004 Hillsong Kids feat. Natasha Bedingfield                                                                             |
| 2009 | Bruised Water The Best of Chicane: 1996–2008      | Erstveröffentlichung: 8. Mai 2009 Chicane feat. Natasha Bedingfield                                                                                        |
| 2010 | Easy Nothing Like This                            | Erstveröffentlichung: 16. November 2010 Rascal Flatts feat. Natasha Bedingfield                                                                            |
| 2010 | Last Chance Pink Friday                           | Erstveröffentlichung: 19. November 2010 Nicki Minaj feat. Natasha Bedingfield                                                                              |
| 2011 | Jet Lag Get Your Heart On!                        | Erstveröffentlichung: 21. Juni 2011 Simple Plan feat. Natasha Bedingfield                                                                                  |
| 2011 | As Long as We Got Love Come Through for You       | Erstveröffentlichung: 21. November 2011 Javier Colon feat. Natasha Bedingfield                                                                             |
| 2012 | Between the Raindrops Almería                     | Erstveröffentlichung: 11. Dezember 2012 Lifehouse feat. Natasha Bedingfield & Leon Thomas III                                                              |
| 2013 | Yes We Can Throwbacks                             | Erstveröffentlichung: 15. Oktober 2013 Nat & Alex Wolff feat. Natasha Bedingfield                                                                          |
| 2015 | Power Games IIII                                  | Erstveröffentlichung: 28. August 2015 Stanfour feat. Natasha Bedingfield                                                                                   |
| 2015 | Gather Round Welcome to Our Christmas Party       | Erstveröffentlichung: 23. Oktober 2015 Band of Merrymakers feat. Natasha Bedingfield & Jason Wade                                                          |
| 2015 | Holiday in L.A. Welcome to Our Christmas Party    | Erstveröffentlichung: 23. Oktober 2015 Band of Merrymakers feat. Natasha Bedingfield, Michael Fitzpatrick, Mark McGrath & Andrew McMahon in the Wilderness |
| 2015 | Snow Snow Snow Welcome to Our Christmas Party     | Erstveröffentlichung: 23. Oktober 2015 Band of Merrymakers feat. Natasha Bedingfield, Michael Fitzpatrick, Mark McGrath & Owl City                         |
| 2015 | Wishlist Welcome to Our Christmas Party           | Erstveröffentlichung: 23. Oktober 2015 Band of Merrymakers feat. Natasha Bedingfield                                                                       |
| 2016 | Unicorn Street Parade 2016 – Warm Up              | Erstveröffentlichung: 29. April 2016 Basto feat. Natasha Bedingfield                                                                                       |
| 2016 | Help from Heaven These Christmas Lights           | Erstveröffentlichung: 21. Oktober 2016 Matt Redman feat. Natasha Bedingfield                                                                               |
| 2019 | Missing Classical 90s Dance 3                     | Erstveröffentlichung: 1. November 2019 Alex Christensen & The Berlin Orchestra feat. Natasha Bedingfield; Original: Everything but the Girl                |
| 2019 | The Sign Classical 90s Dance 3                    | Erstveröffentlichung: 1. November 2019 Alex Christensen & The Berlin Orchestra feat. Natasha Bedingfield; Original: Ace of Base                            |

| Jahr | Titel Album                                                                                        | Anmerkungen                                                  |
| ---- | -------------------------------------------------------------------------------------------------- | ------------------------------------------------------------ |
| 2006 | The Scientist (Live) Radio 1’s Live Lounge                                                         | Erstveröffentlichung: 16. Oktober 2006 Original: Coldplay    |
| 2007 | Ray of Light Radio 1 Established 1967                                                              | Erstveröffentlichung: 1. Oktober 2007 Original: Madonna      |
| 2007 | Chasing Cars (Live) Radio 1’s Live Lounge: Volume 2                                                | Erstveröffentlichung: 29. Oktober 2007 Original: Snow Patrol |
| 2011 | Ring Them Bells Chimes of Freedom: Songs of Bob Dylan – Honoring 50 Years of Amnesty International | Erstveröffentlichung: 30. Januar 2011 Original: Bob Dylan    |

| Jahr | Titel Soundtrack                                                               | Anmerkungen                              |
| ---- | ------------------------------------------------------------------------------ | ---------------------------------------- |
| 2005 | Unwritten Die Eisprinzessin                                                    | Erstveröffentlichung: 15. März 2005      |
| 2005 | Unwritten Eine für 4                                                           | Erstveröffentlichung: 24. Mai 2005       |
| 2006 | Wild Horses Flicka – Freiheit. Freundschaft. Abenteuer.                        | Erstveröffentlichung: 17. Oktober 2006   |
| 2008 | Freckles iCarly                                                                | Erstveröffentlichung: 10. Juni 2008      |
| 2009 | Again Shopaholic – Die Schnäppchenjägerin                                      | Erstveröffentlichung: 17. Februar 2009   |
| 2010 | Pocketful of Sunshine (Johnny Vicious Radio Mix) Degrassi: The Next Generation | Erstveröffentlichung: 27. Juli 2010      |
| 2010 | Pocketful of Sunshine Einfach zu haben                                         | Erstveröffentlichung: 14. September 2010 |
| 2017 | Hey Boy Served Like a Girl                                                     | Erstveröffentlichung: 3. November 2017   |
| 2018 | More of Me Rapunzel – Die Serie                                                | Erstveröffentlichung: 19. Januar 2018    |

### Videoalben
| Jahr | Titel Musiklabel                          | Anmerkungen                                                                 |
| ---- | ----------------------------------------- | --------------------------------------------------------------------------- |
| 2005 | Unwritten Epic Records (Sony)             | Erstveröffentlichung: 2. August 2005 Teil von Unwritten (US Deluxe Edition) |
| 2007 | iTunes Live From London Sony Music (Sony) | Erstveröffentlichung: 29. Juni 2007 Teil der „iTunes-Live“-Reihe            |
| 2011 | Less Is More RCA Records (Sony)           | Erstveröffentlichung: 13. Mai 2011 Teil von Strip Me Away (Deluxe Edition)  |

## Statistik

### Chartauswertung
|                     | DE    | AT    | CH    | UK    | US    |
| ------------------- | ----- | ----- | ----- | ----- | ----- |
| Nummer-eins-Alben   | DE—DE | AT—AT | CH—CH | UK1UK | US—US |
| Top-10-Alben        | DE—DE | AT—AT | CH—CH | UK2UK | US1US |
| Alben in den Charts | DE3DE | AT1AT | CH3CH | UK2UK | US3US |

|                       | DE     | AT    | CH    | UK     | US     |
| --------------------- | ------ | ----- | ----- | ------ | ------ |
| Nummer-eins-Singles   | DE—DE  | AT1AT | CH—CH | UK2UK  | US—US  |
| Top-10-Singles        | DE3DE  | AT3AT | CH4CH | UK6UK  | US2US  |
| Singles in den Charts | DE10DE | AT9AT | CH8CH | UK11UK | US11US |

### Auszeichnungen für Musikverkäufe
| Goldene Schallplatte - Australien - 2004: für die Single These Words - 2011: für die Single Jet Lag - 2024: für die Single These Words (mit Badger) - Belgien - 2024: für die Single These Words (mit Badger) - Dänemark - 2025: für die Single Pocketful of Sunshine - Griechenland - 2024: für die Single Unwritten - Kanada - 2008: für das Album Pocketful of Sunshine - Neuseeland - 2024: für das Album Pocketful of Sunshine - Norwegen - 2004: für die Single These Words Platin-Schallplatte - Dänemark - 2024: für die Single Unwritten - Europa - 2005: für das Album Unwritten - Irland - 2005: für das Album Unwritten - Italien - 2024: für die Single Unwritten - Kanada - 2007: für die Single Unwritten - 2008: für die Single Pocketful of Sunshine - Neuseeland - 2022: für das Album Unwritten - 2023: für die Single Love Like This | 2× Platin-Schallplatte - Neuseeland - 2024: für die Single These Words - Spanien - 2024: für die Single Unwritten - Ungarn - 2024: für die Single Unwritten 3× Platin-Schallplatte - Portugal - 2025: für die Single Unwritten 5× Platin-Schallplatte - Neuseeland - 2025: für die Single Unwritten 7× Platin-Schallplatte - Australien - 2024: für die Single Unwritten |

Anmerkung: Auszeichnungen in Ländern aus den Charttabellen bzw. Chartboxen sind in ebendiesen zu finden.
| Land/RegionAuszeichnungen für Musikverkäufe (Land/Region, Auszeichnungen, Verkäufe, Quellen) | Gold       | Platin       | Verkäufe   | Quellen                                                    |
| -------------------------------------------------------------------------------------------- | ---------- | ------------ | ---------- | ---------------------------------------------------------- |
| Australien (ARIA)                                                                            | 3× Gold3   | 7× Platin7   | 595.000    | aria.com.au                                                |
| Belgien (BRMA)                                                                               | Gold1      | —            | 20.000     | ultratop.be                                                |
| Dänemark (IFPI)                                                                              | Gold1      | Platin1      | 135.000    | ifpi.dk                                                    |
| Deutschland (BVMI)                                                                           | 4× Gold4   | —            | 550.000    | musikindustrie.de                                          |
| Europa (IFPI)                                                                                | —          | Platin1      | 1.000.000  | ifpi.org (Memento vom 1. Januar 2014 im Internet Archive)  |
| Griechenland (IFPI)                                                                          | Gold1      | —            | 10.000     | Einzelnachweise                                            |
| Irland (IRMA)                                                                                | —          | Platin1      | 15.000     | Einzelnachweise                                            |
| Italien (FIMI)                                                                               | —          | Platin1      | 100.000    | fimi.it                                                    |
| Kanada (MC)                                                                                  | Gold1      | 2× Platin2   | 120.000    | musiccanada.com                                            |
| Neuseeland (RMNZ)                                                                            | Gold1      | 9× Platin9   | 262.500    | radioscope.co.nz NZ2                                       |
| Norwegen (IFPI)                                                                              | Gold1      | —            | 5.000      | ifpi.no (Memento vom 5. November 2012 im Internet Archive) |
| Portugal (AFP)                                                                               | —          | 3× Platin3   | 30.000     | Einzelnachweise                                            |
| Spanien (Promusicae)                                                                         | —          | 2× Platin2   | 120.000    | elportaldemusica.es                                        |
| Ungarn (MAHASZ)                                                                              | —          | 2× Platin2   | 8.000      | slagerlistak.hu                                            |
| Vereinigte Staaten (RIAA)                                                                    | 5× Gold5   | 8× Platin8   | 10.500.000 | riaa.com                                                   |
| Vereinigtes Königreich (BPI)                                                                 | 3× Gold3   | 9× Platin9   | 5.400.000  | bpi.co.uk                                                  |
| Insgesamt                                                                                    | 21× Gold21 | 46× Platin46 |            |                                                            |